# Haroun ibn Khumarawaih

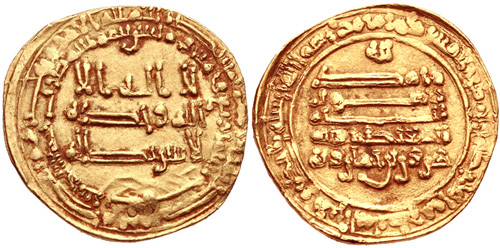
Dinar d'or de Haroun ibn Khumarawayh

Haroun ibn Khumarawayh (arabe: هارون بن خمارويه; décédé le 30 décembre 904) était le quatrième émir toulounide d'Égypte (896–904). Il succède à son frère aîné Jaysh, assassiné par des chefs de l'armée. Il a laissé les affaires de l'État au vizir Abou Ja'far ibn Ali, préférant vivre une vie de luxe dissolue. Cela a conduit à une crise croissante dans le pays, car les finances de l'État ne pouvaient pas être régulées et les chefs d'armée se sont progressivement dotés de plus de pouvoir.
Le califat abbasside profite de cet état de choses pour envahir la Syrie sous contrôle des Toulounides en 904. Les troupes de Toulounides désertent et les forces du califat parviennent à pénétrer dans la vallée du Nil. Haroun a été tué dans une mutinerie de l'armée. Son successeur était le dernier des Toulounides, son oncle Shayban (904–905).

## Sources
- Bianquis, Thierry (1998). "Autonomous Egypt from Ibn Ṭūlūn to Kāfūr, 868–969". In Petry, Carl F. (ed.). Cambridge History of Egypt, Volume One: Islamic Egypt, 640–1517. Cambridge: Cambridge University Press. pp. 86–119.  (ISBN 0-521-47137-0).
- Mathieu Tillier (présenté, traduit et annoté par), Vies des cadis de Miṣr (257/851-366/976). Extrait du Rafʿ al-iṣr ʿan quḍāt Miṣr d’Ibn Ḥağar al-ʿAsqalānī, Institut Français d’Archéologie Orientale (Cahier des Annales Islamologiques, 24), Le Caire, 2002.  (ISBN 2-7247-0327-8)
- Janine et Dominique Sourdel, Dictionnaire historique de l'islam, PUF, 2004, Art. « Toulounides »  (ISBN 978-2-13-054536-1).